# ヤマトタケル (映画)
『ヤマトタケル』は、1994年（平成6年）7月9日に公開された日本映画。日本神話の人物ヤマトタケルを題材とした特撮映画である。カラー、ビスタビジョン、ドルビーステレオ。

## 概要
TBS系列で放送されたテレビアニメ『ヤマトタケル』や小学館『月刊コロコロコミック』で連載された漫画『ヤマトタケル』などと連動したメディアミックス企画として公開された作品である。「超時空SFアドベンチャー」と銘打たれ、日本神話を基にしつつも、徹底的な娯楽作品を目指して、怪獣や巨大ヒーローなど独自のファンタジー要素を加えたエンターテイメント映画となっている。
来場者特典は組み立て式の塩化ビニール製フィギュアSDヤマタノオロチ。成型色が違う物が8種類か有り、色は選べない袋に入った状態で配布された。
アメリカ合衆国では『Orochi, the Eight-Headed Dragon』という題名で発表されている。

## あらすじ
ヤマトの国に双子の王子オオウスとオウスが生まれたが、呪術師ツキノワが双子は不吉だと告げたため、弟のオウスは捨てられることとなった。だが、アマノシラトリ（天の白禽）によってオウスは救われ、父である大王ケイコウの妹であるヤマトヒメの手によって伊勢の杜で育てられる。ある日、不思議な洞窟の中に迷いこんだオウスは、そこで「お前はやがて三つの光を得て神の戦士となる」という謎の声を聞くと共に、緑色の勾玉を手に入れる。その後、日代の宮に上がることを許されるが、母であるイナヒヒメと兄オオウスを殺した罪を着せられ、オウスはクマソ討伐の任を課せられる。タケルは師匠のセイリュウ、ゲンブと旅立つ。途中出会った巫女オトタチバナがクマソタケルに囚われてしまったが、舞姫に化けたヤマトタケルは激戦の末、クマソを討ち取る。さらに生贄にされたオトタチバナに襲いかかるクマソガミと対決するが、秘めた能力で打ち勝ちシラトリノカガミ（白禽の鏡）を入手する。クマソ討伐より帰還したオウスはヤマトヒメにアマノムラクモノツルギの封印を命じられるが、そこに母に化けたツキノワと海神ムーバが現れ、オトタチバナと共に死亡してしまう。幼い日の洞窟で目覚めたオウスは牛頭天王を名乗るスサノオに打ち勝ってオロチカラサイノツルギ（蛇の韓鋤剣）を入手し、復活したオトタチバナと共にツクヨミ=ヤマタノオロチに戦いを挑むことになる。
そのころ、月面に激突した氷塊より復活したツクヨミはツキノワよりアマノムラクモノツルギを取り戻して完全復活し、地上は皆既日食で天変地異に見舞われた。月に宮殿を築き世界の覇権を狙うツクヨミに、アマノシラトリに乗って現れたオウスとオトタチバナが応戦する。目からの光線や剣戟で応酬するオウスとツクヨミ。追い詰められたツクヨミはヤマタノオロチに変身。その猛攻に追い詰められるオウスとオトタチバナ。その時、奇跡が起きオウスはウツノイクサガミ（宇宙戦神）に変身する。戦闘の末、ヤマタノオロチを打ち破ったオウスは勾玉にツクヨミを封印し仲間と共にヤマトの国に帰還する。

## 登場人物
オウス（小碓） / ヤマトタケル
本作品の主人公。ヤマトの国の王ケイコウの第二王子。幼いころに勾玉を拾って以来、危険が迫ると内に眠るスサノオの御魂・荒魂が呼び覚まされて恐ろしい形相に変貌して赤く光る目から光線を発射する能力を持つ。初めはこの力を恐れていたが、クマソガミとの戦いから自らの意思で制御できるようになる。ヤマトタケルの名は、戦ってその強さを認めたクマソタケルから贈られた猛き男を意味するものである。創造神イザナギがツクヨミを倒すためこの世に送り込んだ勇者である。
- 旅の衣裳は、甲冑をつけないことでタケル自身の強さを強調している。また、宮中服は黄緑をイメージカラーとしており、自然の象徴として緑をイメージカラーとするスサノオとの共通性を持たせている。検討稿のデザイン案では、サイボーグであった。
- 怒りの表情は、特殊メイクで表現された。

オトタチバナ（弟橘）
本作品のヒロイン。元は橘神社の巫女。オウスとは同じ日の同じ時間に生まれたツクヨミと戦う宿命を背負ったアマテラスの化身で、天照大神の御魂・和魂を宿し、アマテラスゆかりの緋色の戦装束を身に着ける。クマソタケル討伐の道中でオウスと出会う。手にした2つの短剣をつなぎ合わせてブーメランのように投擲し、「唵！」の掛け声とともに妖術印を結ぶことで手から火の玉を発射する妖術を使う。
- 衣裳は、タチバナのイメージからオレンジを基調としている。

月ノ輪（）
ヤマトの国の祈祷師。その正体はかつての戦いで折られたヤマタノオロチの牙の化身。ツクヨミ復活のために暗躍し、ツクヨミの力の源であるアマノムラクモノツルギを巡ってヤマトタケルと争奪戦を繰り広げる。電撃を発射する杖を有する。変身能力を持つ。

オオウス
オウスの兄。死んだ母イナヒヒメがオウスの勾玉を持っていたことから誤解し、オウスを襲うが、止めを刺そうとしたところを目からの光線を受けて昏倒。その隙にツキノワによって殺害され、オウスは兄殺しの濡れ衣を着せられることとなる。
- イメージボードでは、オオウスがからくりとなってオウスと戦う場面が描かれていた。

熊襲タケル（）
ヤマトに抵抗するクマソの国の首領。クマソガミ（熊襲神）を奉り、若い娘たちを生贄として献上している。悪党ながら高潔な人物で、単身で館に乗り込んできたオウスの勇猛さに惚れ込み、「ヤマトタケル」の名を与える。
- 衣裳は、ワイルドさを強調しており、火や土をイメージした配色となっている。

スサノオ
黄泉の国に迷い込んだオウスに地下神殿にそびえる巨大な石像を介して水晶勾玉を授けた戦神。嘗てアマテラスとツクヨミ（ヤマタノオロチ）を封じた。兜を被り牛頭天王として現れ、オトタチバナを蘇らせる。

邪神ツクヨミ
夜の闇の神。目から青白い破壊光線を発射し、ヤマタノオロチに化身する。アマテラスとスサノオに世界を巡って敗れて神逐（かみや）らいされ、イザナギによって宇宙空間の氷塊に封印され、宇宙の彼方に追放された。力を取り戻し氷塊が月面に激突して覚醒する。月の地底から出現させた巨大な石の神殿を月面に構え、皆既日食などの天変地異を発生させる能力を持つ。

ヤマトヒメ （倭姫）
アマテラスを祭る伊勢の社の斎宮で、ケイコウの実妹。ケイコウに疎まれたオウスを引き取り育てる。予知能力を持ち、ツクヨミの再来を誰よりも速く察知する。

セイリュウ（青龍）
オウスの武術の師範。神代文字の妖術を使いこなす。

ゲンブ（玄武）
オウスの武術の師範。剣術の名手。

イナヒヒメ（稲日姫）
ヤマトの国の王妃。オウスとオオウスの母。オウスの心の拠所だったが、ツキノワの呪術によって死亡する。
- 衣裳はタチバナの花をイメージした配色となっている。

ケイコウ
ヤマトの国の大王。日代の宮に住まう。ツキノワに唆されてオウスに過酷な命令を下すが、父親としての愛情は決して失っていなかった。

エタチバナ
オトタチバナの姉。旅立つオトタチバナを心配して見送る。

## 登場アイテム
蛇の韓鋤剣（）
スサノオがヤマトタケルに授けたヤマタノオロチを倒せる剣。「三つの光」の一つ。

水晶勾玉
スサノオが幼少期のオウスに授けた護身用の勾玉。タケルの能力を引き出す。粒子化したオトタチバナと合体して三つの光の最後の光「和魂」となる。

シラトリノカガミ（白禽の鏡）
クマソガミ（熊襲神）が持つ天照大神縁の鏡。「三つの光」の一つ。

ブーメラン剣
オトタチバナの武器。2本の短剣を接続し、ブーメランのように投擲する。

月神鏡（）
ツキノワの道具。妖術やツクヨミとの交信に用いる。

天叢雲剣（）
ツクヨミの剣。これを取り戻すと完全復活する。

## 登場キャラクター

### アマノシラトリ
漢字表記は天の白禽。
アマテラスが遣わした原始鳥で、幼いオウスを救った。次元の亀裂を通って時空間を渡る能力を持ち、月や宇宙空間も飛翔できる。
- デザインは吉田穣が担当[出典 15]。イメージボードや初期デザイン案では、鳳凰をモチーフとした生物的な姿であった[22][32]。
- 造形物は可動ギミックを備えた1/6.5サイズ（60センチメートル大）のミニチュアと、人が乗る実物大のモデルが作られた[出典 16]。造型は、前者をレプリカ、後者を開米プロダクションがそれぞれが担当[出典 17]。ミニチュアは、ヤマタノオロチの炎を考慮してスペアの翼を3組用意していたが、未使用に終わった[19]。

### ウツノイクサガミ
漢字表記は宇宙戦神。
アマノシラトリが「三つの光」を手にしたヤマトタケルとオトタチバナと融合し誕生した白く巨大な神の戦士。月面でヤマタノオロチと戦う。
強力な光シールドで体を覆い、必要に応じてアマノシラトリが変化した背中の光翼を展開する。オロチノカラサイノツルギ（蛇の韓鋤剣）を武器にする。光り輝く槍を始め、額の太陽を象ったシンボルからのビーム魔砕天照光（）、時空間分断のバリア時裂空漸波（）、全身からのエネルギー砲怒裂爆閃砲（）を持つ。
- デザインは吉田穣が担当[出典 26]。初期案では、埴輪をモチーフとしており[32]、『大魔神』を彷彿とさせるものも描かれた[18]。特撮監督の川北紘一は、光を象徴しているキャラクターであることから、後光がさしているイメージであると述べている[41]。
- 造型はボンクラフトが担当[出典 27]。造形物は着ぐるみが作られた。装甲はFRP製で[出典 27]、全身をシルバーに塗装しており、金色部分はクリアーイエローを上乗せしてシルバーを透けさせている[42][37]。
  - 剣を用いることから、脇をゴム素材にしたり[27]、肘を球形にするなど、腕部の可動性を重視している[42][27]。手は、スキー用手袋を改造したもの[42]。
  - ボンクラフトの澗渕隆文は、スーツアクターの福田亘が『ゴジラvsメカゴジラ』で演じたメカゴジラで顔を出せるようになっていたのが楽だと述べていたことから、ウツノイクサガミでも顔面を外せる仕様とした[42]。
- 撮影では、ヤマタノオロチから反撃を受けるシーンが存在したが、ウツノイクサガミの強さを強調するためにカットされた[出典 28]。
- バリアには防炎ガラスが用いられ、実際に火炎放射器から放たれた炎を防いでいる[41][31]。

### ヤマタノオロチ
漢字表記は八岐大蛇。
月に封印されていたツクヨミの化身。八つの蛇の首を持つ、四足歩行の竜。体の中央に一際長い鼻先の角と角の数が多い親首が生え、それを他の首が囲んでいる。2つの心臓から送り出される灼熱の血液によって常に胸部が赤く脈打つ。
口から強力な火炎を吐く。口から放つ赤い電撃、目からツクヨミの増幅した妖力を放つ稲妻状の破壊光線覇帝紅雷撃（）、8対の目の同時攻撃覇帝紅嵐舞（）を持つ。
- デザインは吉田穣[出典 37]。初期案では、胴体を8つのヘビが絡まったものや、足のない蛇状のものや、脚が前脚だけのものなどが存在した[49][18]。川北は、大蛇ではなく西洋のドラゴンをイメージし、足のあるデザインとしたと述べている[41]。また、キングギドラよりも首を長くすることで龍らしさを強調したが、バランスを取るため尾も長くなり、どんどん肥大化していったと述懐している[41]。
- 造型は東宝映像美術[出典 38]、原型ミニチュアは酒井ゆうじが担当[出典 39]。頭部造型は、小林知己が手掛けた[51]。造形物は着ぐるみのほか、6メートルの実物大頭部[出典 40]とメカ内蔵の頭部ギニョール[50]が作られた。決定デザインが難航したため、スーツの製作日数は30日程度しかなく、造型班は連日の徹夜を強いられることとなった[50]。頭部は、中央以外の7本が同一原型からフォームラバーの注型で製作された[50][3]。造形物が巨大なため、撮影時は体の向きが固定されていた[3]。
  - スーツの首のうち3本の口元に火炎放射ギミックが仕込まれているが、当初は火を吐かせる予定ではなかったため耐熱性を考慮した造型にはなっておらず、東宝映像美術の小林知己は引火を心配していたことを述懐している[50]。
  - ヤマタノオロチの撮影はラストシーンから行われたため、その後の撮影は爆発炎上させたものを修復して用いている[50]。
  - 実物大頭部は、俳優が上に乗るため、骨組みは鉄骨、顔面部分はファイバーグラスで製作された[50][3]。移動は台車によって行われるのみで、クレーンによるカメラワークで激しい動きを表現している[53]。頭部造型はスーツと同じく小林が手掛け、周囲からスーツとそっくりであることに感激されたという[51]。この実物大頭部は、公開時には日比谷シャンテで展示されていた[3][54]。
  - 頭部の1つは、後に映画『モスラ』に登場するデスギドラの出現シーンでの一本首の造形物に改造された[55]。
- 神話の通りに頭は8つあるが、顔は『ゴジラvsキングギドラ』のキングギドラに似たものとなっている[52]。特報では、既存のキングギドラの首を用いて[31][注釈 8]、合成で八つの頭があるように見せた。

### クマソガミ
漢字表記は熊襲神。
溶岩の体を持つ古代の日本の九州にあったクマソの守護神。高熱の溶岩で構成された全身は、手を一旦溶かし、大剣や、左手の親指と小指が弦に、右手の人差し指、中指、薬指が燃える矢になった弓矢に変形させる。シラトリノカガミ（白禽の鏡）を持つ。
- デザインは西川伸司が担当[出典 46]。当初はクマソタケルの弟が変身する土蜘蛛の怪物という設定で[出典 47]、これに基づいたデザイン画も描かれていた[22]。三村は、土蜘蛛では造形的にやりにくいため大河原が提案したものであると証言しており、結果としてゴジラではできないことをやるという本作品の目的に合致していたと述べている[59]。監督の大河原の要望で怒ると翼のようなものが背中から立ち上がるようにしていたが、翼の間が繋がっていると動かしにくいため、骨のみとなった[18]。最終的に「一本角、三つ目」と「二本角、二つ目」の2つが検討され、顔のみの違いだが個別に両方とも色を塗っており、「一本角、三つ目」が決定稿となり、背中の羽のような突起も折り畳んだ状態で描き足された[18]。武器案では、右手が剣となったものも描かれた[18]。
- 造型はサンクアールが担当[出典 48]。頭部・胴体ともラテックスの型起こし成形[58]。スーツは2メートルにおよぶ[58][27]。赤い発光部分は、約500個の発光ダイオードが埋め込まれている[出典 48]。腕部の武器は取替式になっており、変形はCGで描写された[58]。造形物は着ぐるみのほか、上半身のみのメカニカルダミーが作られた[53]。また、スーツのものより大きいアップ用の剣も用いられた[58]。
- 当初、スーツアクターには2メートル以上の外国人を起用する案もあったが、コミュニケーションの問題などから、『ゴジラvsメカゴジラ』でベビーゴジラを演じた破李拳竜が起用された[60]。撮影は1/2サイズのセットで行われ、人物との絡みは合成で処理された[53]。

### 海神ムーバ
魚類の尻尾と無数の触手を持つ半獣半魚の怪物。額の水晶球から水鏡光線（）を放つ。水面に映った月影へのツキノワの祈祷で月の邪悪なパワーを海に漂う精霊に与えたことで出現し、旅をしていたヤマトタケルとオトタチバナを妨害する。海を魔力で暴風雨に変え、この戦いでオトタチバナが一度死亡するが、その光の粒子により消滅する。
- デザインは吉田穣が担当[出典 53]。イメージボードでは、クラゲのような透明物が集合して仁王型になるというものであった[22][18]。初期案ではオオサンショウウオなど様々な魚類や海洋生物をモチーフとしており、最終的に魚類と怪獣の中間というイメージでまとめられた[49][18]。口が上下左右4つに開かれるなど[18]、頭部のみデザインが定まらなかったため、粘土原型は2種類の頭部が製作された[63]。2人が着ぐるみに入ることが提案されている[18]。
- 造型はモンスターズが担当[出典 54]。造形物は着ぐるみと実物大の触手が作られた[63][27]。『ゴジラvsモスラ』でバトラ幼虫のスーツが水中シーンの撮影で上下に切り離さなければなくなったことの反省から[63]、海神ムーバは最初から上下セパレートで製作された[出典 55]。水中撮影が多いことから、素材には水に強いスコットフォームが用いられた[63][62]。この素材は熱に弱いため通常の怪獣造型には不向きであったが、撮影が短期であったため大きなトラブルは生じなかった[63]。体色も水中撮影を考慮して発色の良い蛍光塗料が用いられた[62]。複眼状の眼は、アクリル板のヒートプレスで成形された[62]。
- 「ムーバ」の商標が「mova」に使われていたため、劇中では単に「カイシン」[14]、映画公開時に販売されたバンダイのソフビ人形では「ゴッドカイシン」と呼称される[62]。書籍『キャラクター大全ゴジラ』では、名称を海神と記述している[29]。

## キャスト
- オウス / ヤマトタケル - 髙嶋政宏
- オトタチバナ - 沢口靖子
- ヤマトヒメ - 宮本信子
- ツクヨミ - 阿部寛
- クマソタケル - 藤岡弘
- ケイコウ - 篠田三郎
- セイリュウ - 石橋雅史
- ゲンブ - ベンガル
- イナヒヒメ - 杜けあき
- エタチバナ - 秋篠美帆
- スサノオ - 目黒祐樹
- ツキノワ - 麿赤児
- オオウス - 大岡旭
- ヤマタノオロチ[出典 56] - 薩摩剣八郎
- ウツノイクサガミ[9][6] - 福田亘
- クマソガミ[9][6] - 破李拳竜
- 海神ムーバ[9][6] - 冴木勇次

## スタッフ
- 製作 - 富山省吾
- 監督 - 大河原孝夫
- 特技監督 - 川北紘一
- 脚本 - 三村渉
- 撮影 - 関口芳則
- 照明 - 望月英樹
- 美術 - 小川富美夫
- 録音 - 池田昇
- 編集 - 小川信夫
- 助監督 - 三好邦夫
- 製作担当 - 森知貴秀
- 音楽 - 荻野清子
- 主題歌 - GLAY「RAIN」
  - 主題歌プロデュース - YOSHIKI
- サントラ盤 - ポリドール
- スクリプター - 石山久美子
- 衣装 - 出川淳子
- 音響効果 - 佐々木英世（東洋音響）
- 殺陣 - 金田治
- スタント - 岡元次郎、清家利一、大藤直樹、坂本隆、関誉技恵、菊池香理（ジャパン・アクション・クラブ）
- 制作係 - 金澤清美、櫻井武晴
- 〈特殊技術〉
  - 撮影 - 江口憲一
  - 美術 - 大澤哲三
  - 照明 - 大澤暉男
  - 操演 - 鈴木豊
  - 特殊効果 - 渡辺忠昭
  - 造型 - 小林知己、モンスターズ（海神ムーバ）[28]、開米プロ（天の白禽〈実物大〉）[28]
  - 助監督 - 鈴木健二
- 企画協力 - ライトヴィジョン、旭通信社
- 協賛 - 西友、阿蘇プリンスホテル
- 制作協力 - 東宝映像美術
- 製作 - 東宝映画
- 配給 - 東宝株式会社

## 主題歌
RAIN
唄 - GLAY / 作詞 - YOSHIKI / 作曲 - YOSHIKI、TAKURO / 編曲 - YOSHIKI
アニメ『ヤマトタケル』ではエンディングとして使われている。

## 製作

### 企画経緯
企画の発端は1991年の『ゴジラVSキングギドラ』の準備中にプロデューサーの田中友幸が「キングギドラの原点はヤマタノオロチだ」と言ったのが始まりだった。これを受けプロデューサーの富山省吾は準備を始め、当初はかつて祖母とともに見た1959年作品の『日本誕生』の現代版のアレンジとして企画された。田中は本作品には直接携わっていないが、富山は本作品は『日本誕生』や『竹取物語』など田中の企画から続く流れであったと述べている。
1992年に大森一樹監督の紹介を受け三村渉が参加。同年7月11日には検討稿が完成していた。三村は、『ゴジラvsモスラ』（1992年）のプロット制作を経て、本作品の検討稿を執筆し、間に『ゴジラvsメカゴジラ』（1993年）の脚本を挟んで本作品の脚本に取り掛かった。各メディアミックスは、この検討稿を叩き台としている。
正月映画として東宝の稼ぎ頭となっていた「平成ゴジラシリーズ」は好調を受けた1993年にアメリカのトライスター ピクチャーズが「GODZILLA」の製作を決定が決まり『ゴジラVSメカゴジラ』でシリーズの一時中断を決める。これを受け、田中友幸は「ゴジラとは別路線の特撮シリーズを」と提案。そして夏興行の特撮によるシリーズ作品化が構想された。
主要スタッフは、『ゴジラvsメカゴジラ』から参加している。これに伴い、その続編である『ゴジラvsスペースゴジラ』（1994年）は新規スタッフが中心となったが、特撮班は本作品と共通しているため同作品の特撮は例年より2ヶ月遅れでのクランクインとなった。『ゴジラvsビオランテ』（1989年）よりタイアップ業務でゴジラシリーズに携わっていた鈴木律子は、本作品で初めてアソシエイトプロデューサーとしてクレジットされた。

### 内容の変遷
本作品について富山省吾は、当時流行していたロールプレイングゲームのような剣と魔法でドラゴンを退治する物語の実写化と、日本映画の最盛期であった昭和30年代作品の要素を見直して現代の娯楽映画に活かすという2つの考えを結実させたものであるといい、ハリウッド映画のような大人も子供も楽しめる娯楽作品を目指したと述べている。また、メディアミックス展開については、ヒーローの創造は映画1本だけで成功させることは難しいという考えによるものであり、各作品のストーリーを映画にとらわれないものとすることでキャラクターイメージを拡大していくことを意図していた。特技監督の川北紘一によればゲーム化も予定しており、ロボット風キャラクターの登場はそれを見越してのものであったが、このプランが頓挫したため中途半端になったと述べている。
脚本を担当した三村は、日本神話のスケール感を再認識させることやファンタジーとしての面白さを掘り起こすことなどを意図しており、『古事記』の資料を調べた後、一旦それを払拭して大胆な脚色を行った。第1稿では神話的な要素が強調されていたが、監督の大河原孝夫の要望によりアクションを重視する方向となり、決定稿では東方征伐の部分が削除された。
当時の日本としては珍しく専属の衣裳デザイナーとして出川淳子が起用されており、所属ごとに配色イメージを統一するなど、衣裳によるキャラクター性を強調している。出川は、古事記の時代の資料が少ないことから史実に基づいた考証は行わず、日本以外の民族衣裳の要素も取り入れている。
当初は3部作の構想が検討され、第2作では『ゴジラの復活』『モスラVSバガン』などの没企画に登場予定だったバガンと戦う予定だった。興行成績は公開時期の作品にウォルト・ディズニー・カンパニーの『ライオン・キング』とスタジオジブリの『平成狸合戦ぽんぽこ』が重なり折からの子供向け特撮映画ブームに乗り、観客動員数170万人、配収8億円と当時の邦画としては堅調な結果を残したものの、当時人気絶頂にあった平成ゴジラシリーズには遠く及ばない数字に留まり、シリーズ化は見送られた。しかし、本作品を含む『ヤマトタケル』のメディアミックス展開は、後の映画やアニメなどに大きな影響を及ぼすことになった。

### 特撮
特撮班だけではなく本編班でもデジタル合成が使用されており、変身シーンでのモーフィングや粒子になって消滅するシーンでのパーティクルなど当時最新のコンピュータグラフィックス（CG）技術が取り入れられている。しかし、川北は省力化のためアナログでビデオ合成を行ったせいで画面がぼやけてしまったと回顧している。
川北は、本作品における特撮は怪物退治の物語の背景としてあるものとしており、ヤマタノオロチをちゃんと動かすことに主眼を置いたと語っている。
ヤマタノオロチの造形物は全長10メートル・総重量500キログラムにおよび、スーツアクター2人のほか操演に20人近く必要とする東宝特撮映画史上最大の造形物となった。総製作費は3千万円、製作期間は3ヶ月におよんだ。ヤマタノオロチが地下から出現するシーンでは、フォークリフトを用いてスーツを上昇させている。ヤマタノオロチが炎を吐き連続して爆発が起こるシーンの撮影では、爆音がスタジオの外にまで響き、近隣から苦情が来たという。
海神の登場シーンには、深さ1.2メートルのプールに8トンの水を使用し、水中に沈めた神殿のセットを浮上させている。

## 映像ソフト
- VHS 品番 TG4595[82]
- LD 品番 TLL2272[82]
- DVD
  - 2004年8月27日発売(TDV2915D) 東宝株式会社
  - 2014年2月7日、期間限定プライス版として再発売された。
  - 2015年8月19日、東宝DVD名作セレクションとして再発売された。

### 映像特典
- 予告編
- 特報・TVスポット 第1弾特報（特報用映像）、第2弾特報（特報用映像）、第3弾特報
- 特報スペシャルエディション、TVスポット（2種）
- プロデューサー富山省吾インタビュー
- オーディオコメンタリー 大河原孝夫（監督）・古怒田健志（脚本家）
- MAKING OF ヤマトタケル 生まれ変わる神々

### スタッフ
- プロデューサー - 園田純也、渡辺達也
- 構成 - 千葉和彦
- オフライン編集 - 関谷友里子
- 編集 - 永田悦則（映広）
- 編集助手 - 貝沼貴広（映広）
- MA - 清水栄理子（映広）
- MA助手 - 山田良平（映広）
- 仕上担当 - 佐藤大輔（映広）
- 協力 - 東宝スタジオ、株式会社東宝映像美術、シナリオライター・三村 渉
- 映像協力 - 井上英之
- ナレーション - 杉田吉平
- 演出 - 吉田至次
- 監修 - 川北紘一
- 製作協力 - 株式会社ドリーム・プラネット・ジャパン
- 製作 - 東宝株式会社